# Niederhahn
Koordinaten: 50° 11′ 21,7″ N, 8° 14′ 7,7″ O
Niederhahn ist eine Wüstung im südhessischen Idstein (Rheingau-Taunus-Kreis) beim heutigen Ortsteil Eschenhahn. Die Siedlung wurde 1475 erstmals urkundlich erwähnt und soll 1602 zerstört worden sein.

## Lage und Geschichte
Die Siedlung lag etwa 500 bis 600 Meter südöstlich von Eschenhahn. In der Ersterwähnung von 1475 wurde die heute bekannte Namensform Niederhahn genannt.
Die beiden Dörfer Niederhahn und Eschenhahn bildeten damals eine zusammengehörende Gemeinde, die zur Herrschaft Nassau-Idstein gehörte. Niederhahn soll der Überlieferung nach ausschließlich von Köhlern bewohnt gewesen sein. Die von ihnen produzierte Holzkohle lieferten sie an Nagelschmieden im Hochtaunus. Die Siedlung soll 1602 zerstört worden sein. Die verbliebenen Einwohner siedelten nach Eschenhahn um.